# Angelo Pometta
Angelo Pometta (* 9. Mai 1834 in Broglio; † 23. Juni 1876 ebenda) war ein Schweizer Arzt, Politiker, Gemeindepräsident und Tessiner Grossrat.

## Leben
Angelo Pometta war der Sohn des Rechtsanwalts Benedetto und seiner Frau Margherita Lotti, Tochter von Landammann Giacomo Angelo Lotti. Einen Teil seiner Kindheit verbrachte er in Genua, wohin sein Vater verbannt worden war. Er besuchte das Gymnasium und die Oberstufe der Somaskern im Collegio Sant’Antonio in Lugano und studierte dann zunächst in Universität Parma und dann in Universität Modena, wo seine Vorfahren mütterlicherseits, die Bacci, in Mirandola in Modena zu Wohlstand gekommen waren. Hier absolvierte er unter der Herrschaft von Franz V. am 18. Juni 1857 mit Auszeichnung in Medizin und Chirurgie. Am 25. Juni überreichte ihm das Herzogtum Modena eine Urkunde, in der er als der hervorragendste unter den Medizinstudenten der Este-Staaten bezeichnet wurde.
Er heiratete am 29. April 1862 in Modena Leopoldina Capponi (geboren am 1. Oktober 1844 in Cerentino), die später allen seinen neun Kindern Mutter und Vater sein sollte und sie zu beruflichem und kulturellem Ansehen im Kanton Tessin führte. Pometta wurde zum Landarzt von Val Lavizzara ernannt und widmete sich ganz dieser Aufgabe, wobei er Entbehrungen in diesem Tal ertrug. Er förderte die Volks- und Hygieneschule, gründete und präsidierte die Società Agricola Valmaggese, die ihr hundertjähriges Bestehen feierte, und gab Almanache und Veröffentlichungen heraus. Er förderte verschiedene öffentliche Initiativen: den Kauf der Alm Vaccarisc, den Bau des Patrizierhauses mit dem Schulraum, den Bau des Schutzhauses in Alned.
Er war Offizier der Accademia di Pico della Mirandola in Modena. Als Politiker war er Abgeordneter des Grossrates und Gemeindepräsident von Broglio. Bereits schon in seiner Jugend hatte er sich an die Dichtung herangewagt und eine Hymne an die Madonna di Rima sowie poetische Hochzeitswünsche verfasst. Er starb bei einem Unfall, als er seine Patienten im Tal besuchte.